# Jordan Metcalfe
Jordan Metcalfe (* 24. Mai 1986 in Hull) ist ein englischer Schauspieler. 
Metcalfe spielte in der Sitcom Genie in the House den Dschinn Adil. Ausgestrahlt wurde die Serie im Vereinigten Königreich und in Deutschland auf Nickelodeon, in Frankreich auf Canal J und in Spanien auf Antena 3 (NEOX). Er beendete die Aufnahmen zur zweiten Staffel im September 2007.
Er spielte 2002 als Jake in The Queen's Nose mit. Außerdem spielte er die Rolle des Chris Travis in Heartbeat, als Andy Murphy in Casualty und als Keiran Tyler in Tea with Betty an Afternoon play im Jahr 2006. Des Weiteren arbeitete er auch als Sprecher, wie beispielsweise in Fungus the Bogeyman (2004), My parents are Aliens (2006), These foolish things (2006), The Last Detective (2005), The Iceman Murder (2005), The Last Flight Kuwait, The Ultimate Force und Wayne in Jacqueline Wilsons Girl in Love.
Andere Rollen umfassen Timon in Maddigan's Quest und Oliver in Neil Bartletts Produktion von Oliver Twist im Lyric Theatre, Hammersmith im Jahr 2004. Metcalfe spielte auch in einigen Theaterproduktionen mit, unter anderem die Rolle des Artful Dodger in Oliver Twist, Nibs in Peter Pan, Jack in The Dreaming und den jungen Katurian in Der Kissenmann.
Er wohnt in London und studiert Performing Arts und Drama an der University of Bristol.